# Danila Antsiferov
Pour les articles homonymes, voir Antsiferov.
Danila Iakovlevitch Antsiferov (en russe : Данила Яковлевич Анциферов) est un explorateur russe, né à une date inconnue et décédé en 1712.
À la mort de Vladimir Atlassov, en 1711, Danila Antsiferov fut élu ataman cosaque du Kamtchatka. Avec Ivan Kozyrevsky, il fut l'un des premiers Cosaques russes à visiter les îles Choumchou et Paramouchir de l'archipel des Kouriles. Danila Antsiferov et ses compagnons furent les premiers à faire une description écrite de ces îles.
Danila Antsiferov fut tué par des Itelmènes en 1712. Un cap et un volcan sur l'île de Paramouchir portent son nom, ainsi que l'île Antsiferov dans l'archipel des Kouriles.